# S.O.S. Titanic
S.O.S. Titanic är en amerikansk-brittisk TV-film från 1979 i regi av William Hale. Handlingen skildrar RMS Titanics jungfruresa i april år 1912 utifrån perspektivet av de klasser som passagerarna var indelade i, första, andra och tredje klass. Det var den första filmatiseringen av Titanics förlisning i färg.
Bland de förstaklasspassagerare som skildras är John Jacob Astor IV och hans nya unga hustru Madeleine Talmage Force, deras vän, den "osänkbara" Margaret "Molly" Brown, ett annat par på smekmånad, Daniel och Mary Marvin samt Benjamin Guggenheim, som är på väg för att återförenas med sin fru efter en skandalös affär.
I andra klass får man följa av två lärare som förälskar sig i varandra, Titanic-överlevaren Lawrence Beesley (spelad av David Warner, som kom att medverka i 1997 års filmatisering om Titanic) och den fiktiva passageraren Leigh Goodwin.
I tredje klass fokuserar berättelsen på åtta irländska invandrares upplevelser, som går ombord när fartyget anlagt i Queenstowns (numera Cobh) hamn, på Irland. Dessa karaktärer, alla baserade på verkliga människor, inkluderar Katie Gilnagh, Kate Mullens, Mary Agatha Glynn, Bridget Bradley, Daniel Buckley, Jim Farrell, Martin Gallagher och David Chartens. Även här uppstår romantik då Martin Gallagher under färden faller för en "irländsk skönhet".
I filmen syns också Helen Mirren i en liten roll som kabinpersonal i början av hennes karriär.

## Rollista i urval
- David Janssen - John Jacob Astor IV
- Beverly Ross - Madeleine Astor
- Cloris Leachman - Margaret "Molly" Brown
- Susan Saint James - Leigh Goodwin
- David Warner - Lawrence Beesley
- Geoffrey Whitehead - Thomas Andrews
- Ian Holm - J. Bruce Ismay
- Helen Mirren - Mary Sloan, kabinpersonal
- Harry Andrews - Kapten Edward J. Smith
- Jerry Houser - Daniel Marvin
- Deborah Fallender - Mary Marvin
- Shevaun Briars - Katie Gilnagh
- Catherine Byrne - Bridget Bradley
- Nick Brimble - Olaus Abelseth
- Norman Rossington - Master-at-arms Thomas King
- Tony Caunter - överstyrman Henry Wilde
- Gerard McSorley - Martin Gallagher
- John Moffatt - Benjamin Guggenheim
- Nancy Nevinson - Ida Straus
- Gordon Whiting - Isidor Straus
- Paul Young - förste styrman Joseph Murdoch
- Peter Bourke - telegrafist Harold Bride
- Shevaun Briars - Katie Gilnagh
- Catherine Byrne - Bridget Bradley
- Warren Clarke 	- fjärde styrman Joseph Boxhall
- Kate Howard - Countess of Rothes
- Karl Howman - femte styrman Harold Lowe
- Michele O'Connor - Kate Mullens
- Rynagh O'Grady - Mary Agatha Glynn
- Toni Darling - Irländsk skönhet (krediterad som Antoinette O'Reilly)
- Kevin O'Shea - utkiksman Reginald Lee
- Carolle Rousseau - Madame de Villiers
- Alec Sabin - utkiksman Frederick Fleet
- Madge Ryan - Violet Jessop, kabinpersonal
- Ronan Smith - Daniel Buckley
- Malcolm Stoddard - andre styrman Charles Lightoller
- Philip Stone - Kapten Arthur Rostron (Carpathia)
- Christopher Strauli - telegrafist Harold Cottam (Carpathia)

## DVD
Filmen finns utgiven på DVD.